# Petar Zivkov
Petar Zivkov (* 26. Jänner 1995 in Wien) ist ein österreichischer Fußballspieler serbischer Abstammung.

## Karriere
Zivkov begann seine Karriere beim SV Wienerberg. Nachdem er bei Rapid Wien, Austria Wien, Team Wiener Linien und Admira Wacker Mödling gespielt hatte, wechselte er 2011 nach Serbien zum OFK Belgrad. Nach einem halben Jahr in Serbien wechselte er im Sommer 2011 nach Italien zu Chievo Verona.
Die Saison 2012/13 verbrachte Zivkov in der Jugend des FC Carpi. Zur Saison 2013/14 wechselte er zum Viertligisten Civitanovese Calcio, bei dem er erstmals im Herrenfußball zum Einsatz kam.
Nach einem halben Jahr bei Civitanovese schloss er sich dem FC Fermana an. Nach zwölf Spielen für Fernana wechselte Zivkov zur Saison 2014/15 zu Matelica Calcio. Erneut nur ein halbes Jahr später wechselte er zu GSD RapalloBogliasco.
Zur Saison 2016/17 wechselte Zivkov zum Zweitligisten Vicenza Calcio. Sein Debüt für Vicenza in der Serie B gab er im Oktober 2016, als er am achten Spieltag jener Saison gegen den AC Cesena in der Startelf stand. Mit Vicenza stieg er zu Saisonende aus der Serie B ab.
Zur Saison 2017/18 schloss er sich dem Drittligisten Calcio Padova an. Mit Padova stieg er zu Saisonende in die Serie B auf. In der Aufstiegssaison kam er in vier Spielen in der Serie C zum Einsatz.
Im Juli 2018 wechselte er zu Urbs Sportiva Reggina 1914. Im Jänner 2019 wurde er an den Ligakonkurrenten Rende Calcio 1968 verliehen.
Zur Saison 2019/20 wechselte er zum FC Casertana. Nach elf Drittligaeinsätzen verließ er den Verein nach der Saison 2019/20. Nach zweieinhalb Jahren ohne Verein kehrte Zivkov im Februar 2023 nach Österreich zurück und wechselte zum sechstklassigen 1. SC Kalksburg/Rodaun.